# Fain-lès-Moutiers
Fain-lès-Moutiers is een gemeente in het Franse departement Côte-d'Or (regio Bourgogne-Franche-Comté) en telt 168 inwoners (2005). De plaats maakt deel uit van het arrondissement Montbard.

## Geografie
De oppervlakte van Fain-lès-Moutiers bedraagt 10,1 km², de bevolkingsdichtheid is 16,6 inwoners per km².

## Personen
Fain-lès-Moutiers is de geboorteplaats van de katholieke heilige Catharina Labouré.
De onderstaande kaart toont de ligging van Fain-lès-Moutiers met de belangrijkste infrastructuur en aangrenzende gemeenten.

## Demografie
Onderstaande figuur toont het verloop van het inwonertal (bron: INSEE-tellingen).